# Djedkhonsuefankh
Djedkhonsuefankh (... – 1045 a.C.) è stato probabilmente un Primo Profeta di Amon durante la XXI dinastia egizia.
Il nome significa "Khonsu parla ed egli vive".

## Storia
Il suo pontificato dev'essere stato brevissimo, meno di un anno, corrispondente all'ultimo anno di regno di Smendes. È possibile che si tratti di un figlio di Pinedjem I e che la sua morte sia da attribuire alla ribellione che scoppiò nella Tebaide contro la dinastia dei Primi Profeti di Amon.